# ともしび
「ともしび」（ロシア語: Огонёк、アガニョーク）は、ソビエト連邦の時代に流行したロシアの歌曲である。作詞はミハイル・イサコフスキー（Michail Isakovsky）、作曲者は不詳。日本でもいわゆるロシア民謡を代表する一曲として広く親しまれている。

## 概説
戦地に赴く若者とその恋人の離別、故郷と前線との距離を隔てた交情を主題とする歌曲である。ミハイル・イサコフスキーが1942年に発表した詩に基づく。原題の「Огонёк」とはロシア語で火を意味する名詞огоньの指小語である。
イサコフスキーがこの詩を発表したのは第二次世界大戦（ロシアでは大祖国戦争と呼ばれる）の最中のことで、ここに描かれたような別れの光景は当時ロシアのどこでも見られるものだった。この詩はロシアの大衆の心をとらえるところとなり、広く親しまれ口ずさまれるうちに自然発生的にメロディーがつけられるようになった。こうしてできたいくつものメロディーのうち、淘汰されて残ったのが現在知られる歌曲としての「ともしび」である。古い民謡のメロディーが借用されたという説もあるが詳細はわかっていない。同じイサコフスキーの詩「カチューシャ」に作曲したマトヴェイ・ブランテルをはじめ多くの名立たる作曲家がこの詩に作曲したが、いずれも広く知られることなく忘れ去られた。
日本ではいわゆるロシア民謡を代表する一曲として「カチューシャ」などとともにうたごえ運動の中で広く歌われた。新宿にはタイトルを店名に冠した歌声喫茶『ともしび』が1955年に開店し、うたごえ運動のシンボル的な存在として親しまれた。1956年7月にはダークダックスがシングルとして発売し（B面は「カチューシャ」）、1958年の第9回NHK紅白歌合戦ではダークダックスが歌った。1963年には千葉真一が「ともしび (千葉真一の曲)」を歌っている。日本で一般に知られている日本語詞は、楽団カチューシャによる訳詞である。NHKの『みんなのうた』では、1966年12月に峯陽が訳詞したバージョンが宍倉正信と杉並児童合唱団によって歌われた。『みんなのうた』版では作詞・作曲が「ロシア民謡」名義とされており、イサコフスキーの名はクレジットされていない。
日本では遅いテンポで叙情的に歌われるのが普通だが、ロシアでは早めのテンポで行進曲風に歌われることが多い。一般にロシアの歌が日本に伝えられると遅いテンポに変えられる傾向にあるが、この「ともしび」では特にそれが顕著で、山之内重美はロシア人の伴奏者と共演する際に最も問題になるのがこの歌だと述べている。